# Füchse Duisburg
Die Füchse Duisburg sind die erste Eishockeymannschaft des Eissport-Verein Duisburg e. V. aus Duisburg, die seit 2022 der Oberliga angehört. Der EV Duisburg gilt als Nachfolgeverein der Eishockeyabteilungen des Duisburger SC. 2004 wurde die Profimannschaft des Vereins in die Eissportverein Duisburg „Die Füchse“ GmbH ausgelagert und gehörte von  2005 bis 2009 der Deutschen Eishockey Liga an. 2009 meldete die GmbH Insolvenz an. Im EV Duisburg sind neben der ersten Herrenmannschaft auch der Nachwuchs, die Damen- und die Amateurmannschaft organisiert. Ihre Heimspiele tragen die Füchse in der 3800 Zuschauer fassenden PreZero Rheinlandhalle aus, die Vereinsfarben sind schwarz und rot.

## Geschichte

### Die Anfänge und der Durchmarsch in die 2. Bundesliga
1971 wurde der Verein als Eishockeyabteilung des Duisburger SC Kaiserberg von 1947 (DSC) gegründet, die Eishockeyabteilung wurde 1981 als Duisburger SC Eishockey ausgegliedert. 1987 ging der DSC in Konkurs, der Verein wurde daher 1987 als Duisburger Schlittschuh-Verein 1987 (DSV) neu gegründet. Während der Saison 1991/92 ging der Verein erneut in Konkurs und wurde aus dem Spielbetrieb zurückgezogen. 1991 begann der Neubeginn in der untersten Spielklasse. Gegründet wurde der EV Duisburg am 27. November 1991, das erste Spiel bestritten die „Füchse“ am 2. Februar 1992 in der Qualifikationsrunde zur Landesliga. Der EVD stieg rasch wieder auf und erreichte 2001 die 2. Bundesliga. 2004 wurde der Profi-Spielbetrieb in eine GmbH ausgegliedert. Amateur- und Nachwuchsabteilung verblieben im „e. V.“, der als Stammverein von der GmbH unterstützt wird. Ein Jahr später gewann der Vorrunden-Zweite die Finalserie der Play-offs gegen die Straubing Tigers in einem „Sweep“ (Play-off-Serie ohne Niederlage) und stieg in die DEL, also die höchste deutsche Spielklasse, auf. Damit ist das Duisburger Eishockey nach 24 Jahren wieder erstklassig, denn bereits der DSC spielte von 1979 bis 1981 in der höchsten deutschen Spielklasse, damals die 1. Bundesliga. In der Saison 1980/81 war der DSC allerdings in den großen „Passfälscherskandal“ verwickelt, so dass dem Team alle Punkte abgezogen wurden. Am Ende erspielte sich das übrig gebliebene Rumpfteam nur noch zwei Punkte und stieg in die 2. Bundesliga ab.
Nachdem der Duisburger SV während der Saison 1991/92 Konkurs anmelden musste, wurde der Nachfolgeverein EV Duisburg gegründet. Dessen neues Logo wurde der Fuchs, den man sich von den Lausitzer Füchsen aus Weißwasser abschaute. Der Klub musste zunächst in der Landesliga starten, konnte sich allerdings gleich in seiner ersten Saison durchsetzten und in die NRW-Liga aufsteigen. Zu diesem Zeitpunkt war der vormalige Hobbyverein EC Duisburg als Regionalligist vorübergehend der höchstrangige Eishockeyverein der Stadt. Eine angedachte Fusion beider Vereine kam nicht zustande; 1993 wurde der ECD aufgelöst. Auch die NRW-Liga stellte für den EVD kein größeres Problem dar. Am Ende belegte das Team erneut den ersten Platz und war damit sportlich für die Regionalliga Nord qualifiziert. Zur Saison 1994/95 stieg das Team in die 1. Liga Nord auf. Sieben Jahre später erreichte die Duisburger Mannschaft die Play-offs. Im Play-off-Achtelfinale feierte man drei klare Siege gegen den EV Landshut und zog damit ins Viertelfinale ein. Dort traf der EVD auf die Ratinger Ice Aliens, die ebenfalls mit 3:0 Siegen gesweept wurden. Das Halbfinale sollte sich deutlich schwieriger gestalten und wurde am Ende dann mit 2:3 Spielen gegen den EV Regensburg verloren. Dennoch erhielt das Management die Möglichkeit, als Nachrücker in die 2. Bundesliga aufzusteigen. Da sich der EC Wilhelmshaven in die Regionalliga Nord-Ost zurückgezogen hatte und die Erding Jets aus der 2. Bundesliga in die Oberliga zurückgestuft wurden, war dies möglich geworden. Die Verantwortlichen nutzten die Chance und stiegen in die zweithöchste deutsche Spielklasse auf.
Das erste Jahr in der 2. Bundesliga wurde zu einer Zitterpartie. Nach der Hauptrunde belegte der EV Duisburg nur den 14. Platz und auch die Abstiegsrunde konnte man nur mit dem sechsten Rang abschließen. Damit stand man neben der Mannschaft aus Regensburg als Absteiger fest. Dennoch durften beide Teams in der Liga bleiben.

### Aufstieg in die Deutsche Eishockey Liga

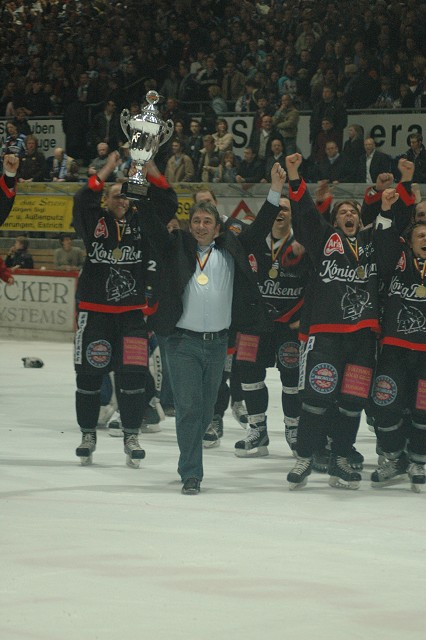
2005: Der EV Duisburg steigt in die DEL auf

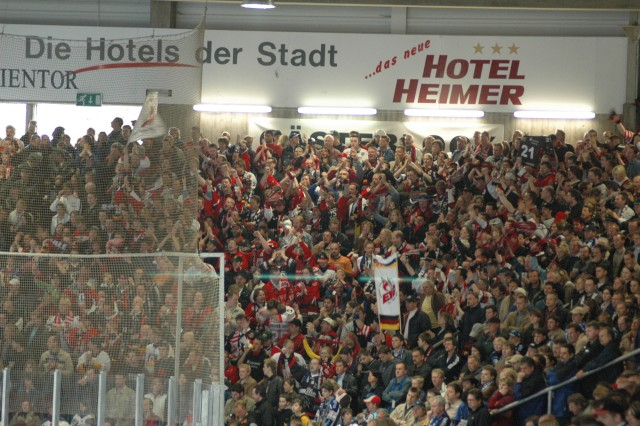
Die Fans der Füchse

Es vergingen weitere drei Jahre, ehe der EVD Meister nach den Playoffs wurde und sich damit den Aufstieg in die DEL sicherte. Vorausgegangen waren zum Teil beeindruckende 4:0-Siege (6:3, 5:1, 6:0, 7:2) im Viertelfinale gegen die Lausitzer Füchse, 3:2-Siege (3:5, 5:4 n.P, 7:4, 1:3, 4:1) im Halbfinale gegen die Eisbären Regensburg und 3:0-Siege (3:2 n.V, 2:1 n.V, 5:3) im Finale gegen den EHC Straubing. Die Füchse Duisburg war damit erstmals in der Deutschen Eishockey Liga vertreten.
Für die erste Saison in der höchsten deutschen Spielklasse rüstete der EV Duisburg sein Aufstiegsteam auf, unter anderem wurden mit Trond Magnussen, Steve Brulé und NHL-Star Jean-Luc Grand-Pierre namhafte Spieler verpflichtet und das obwohl der Verein aus dem Ruhrgebiet mit 3,5 Millionen Euro über den geringsten Etat aller DEL-Vereine verfügte. Als Ziel wurde daher der Klassenerhalt genannt. Die Saison begann mit Spielen, bei denen die Mannschaft der Füchse gut mitspielte, aber selten punktete. Zu diesen seltenen erfolgreichen Spielen zählte am 28. September das legendäre Spiel gegen die Düsseldorfer EG, die relativ schnell mit 2:0 führte. Nachdem gegen Mitte des zweiten Drittels Füchse-Trainer Hegen eine Auszeit nahm, spielten die Füchse wie entfesselt auf und schaffte es die Partie innerhalb von 63 Sekunden zu drehen und schlussendlich mit 5:2 für sich zu entscheiden. Knappe zwei Wochen später trafen beide Mannschaften erneut aufeinander, diesmal in der 2. Runde des Eishockeypokals. Bei dem Spiel fielen beide Duisburger Torhüter, Patrick Koslow und Christian Rohde, noch im ersten verletzungsbedingt aus, so dass das Spiel nach 20 Minuten abgebrochen wurde und mit 3:0 für die DEG gewertet wurde. Das dadurch entstandene Torhüterproblem lösten die Füchse durch die Verpflichtung von Mannheims Ersatztorwart Patrick Ehelechner.
Im November starteten die Füchse eine beeindruckende Serie und konnten sieben Spiele in Folge punkten, von möglichen 21 wurden in dieser Zeit 16 Punkte geholt, so dass der EV Duisburg den Play-off-Plätzen immer näher kam. Die 2:5-Niederlage in Krefeld, die gleichzeitig das Ende der Serie bedeutete, war ein Wendepunkt in der Saison, die Trendkurve zeigte nach unten, Ende Januar belegte der EVD nach Monaten wieder einen Play-down-Platz. Die Hauptrunde wurde als Letzter beendet, die Füchse mussten in die Abstiegsrunde, in der das Team von Dieter Hegen auf die Kassel Huskies traf. Die ersten beiden von maximal sieben Spiele konnte der EVD für sich entschieden (6:3 und 5:4 nach Verlängerung), ehe die Huskies zurückschlugen und das dritte Spiel der Abstiegsrunde mit 3:2 gewannen. Mit einem 5:2-Sieg im vierten Spiel kamen die Füchse dem Klassenerhalt einen großen Schritt näher und konnten mit einem Sieg im fünften Spiel Klarheit schaffen. Direkt den ersten Matchball verwandelten die Füchse und kehrten mit einem 4:3-Sieg nach Duisburg zurück, die Kassel Huskies mussten den Gang in die 2. Bundesliga antreten. Für den EV Duisburg bedeutete dieser Sieg nicht nur den Klassenverbleib, sondern auch Planungssicherheit für die nächsten fünf Jahre, da die DEL den sportlichen Auf- und Abstieg für diese Zeit aussetze.
Nach dem geschafften Klassenerhalt wollten die Füchse in der kommenden Saison aus finanziellen Gründen vermehrt auf osteuropäische Spieler setzen, anstatt teure kanadische Spieler zu beschäftigen. Deshalb wurde mit dem russischen Vizemeister Avangard Omsk eine Kooperation angestrebt, bei der junge Talente aus Omsk Spielpraxis beim EVD sammeln sollten. Doch kurz vor Saisonbeginn machte eine russische Gesetzesänderung, bei der eine neue Gehaltsobergrenze geschaffen wurde, die Kooperation unmöglich, weil Avangard Omsk selbst auf die Talente zurückgreifen musste. Daher mussten kurzfristig neue Spieler verpflichtet werden, doch zu diesem Zeitpunkt waren Verpflichtungen von Topspielern unmöglich, außerdem fehlte das Geld für solche. So war die Saison 2006/07 schon vor dem Start im September verloren, folglich beendeten die Duisburger Füchse die Spielzeit als Letzter, wobei ihnen in 52 Spielen nur neun Siege gelangen, negativer Höhepunkt war das 2:11-Debakel gegen die Kölner Haie am 3. Oktober.

### Schwierige Zeiten und eine Investition in die Zukunft

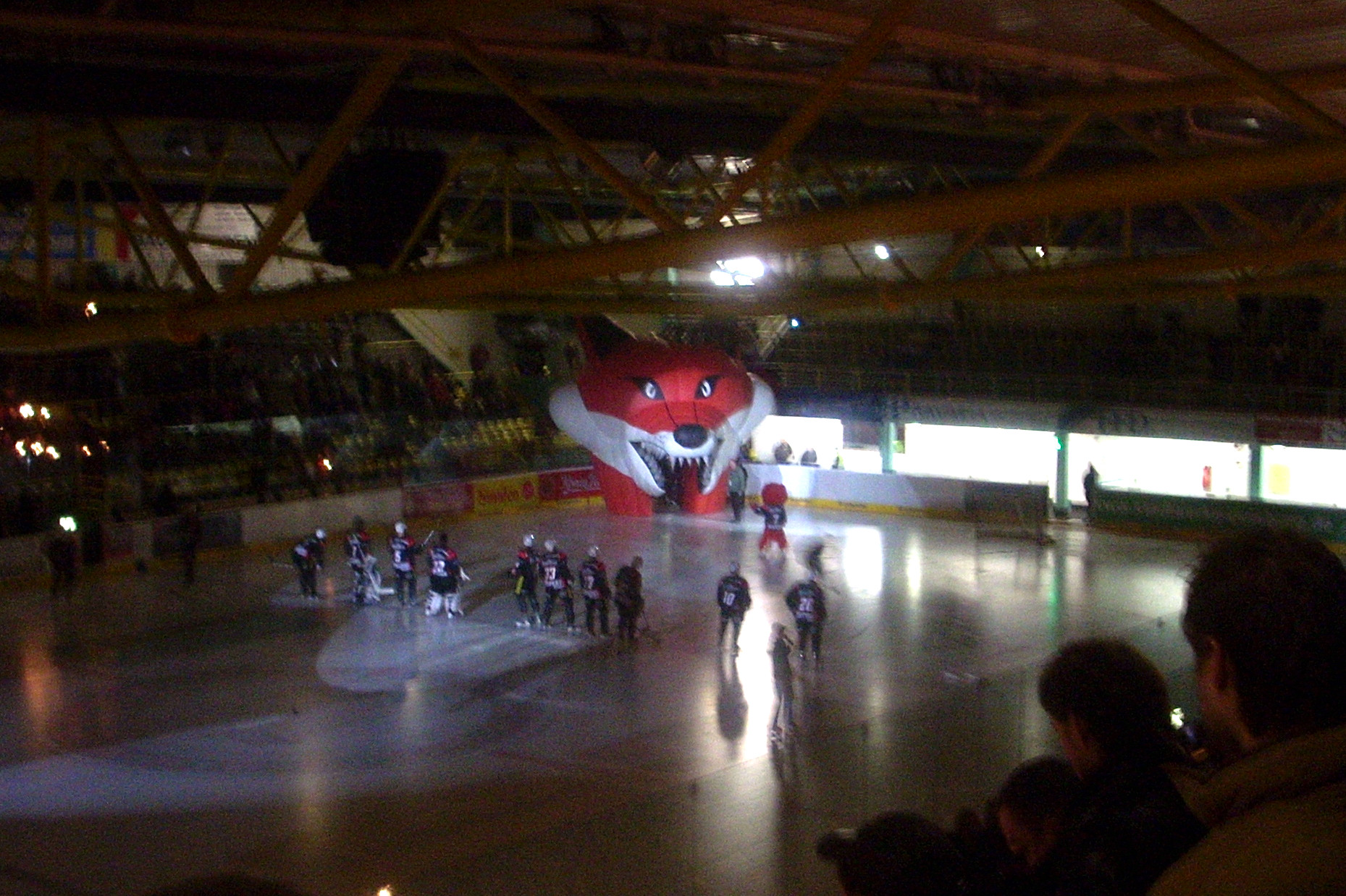
Einlauf der Füchse

Im März 2007 kamen erstmals Meldungen über einen möglichen Umzug der die DEL-Mannschaft organisierenden Gesellschaft nach Stuttgart aus wirtschaftlichen Gründen auf. Diese Information wurde seitens der Gesellschafter bestätigt, bis Ende April 2007 sollte hierüber eine Entscheidung fallen. Am 26. April 2007 gab der Hauptgesellschafter Pape bekannt für die Saison 2007/08 in Duisburg zu verbleiben, da es der Stadt Stuttgart nicht gelungen sei, in der kurzen Zeit die benötigten Sponsorengelder in Höhe von 5 Millionen Euro aufzutreiben.
In der Saison 2007/08 setzt der EV Duisburg wieder verstärkt auf kanadische Eishockeyspieler, mit dem Ziel, die Vor-Play-offs zu erreichen. Doch seit dem Saisonstart standen die Füchse im Tabellenkeller, waren abgeschlagen Letzter, ehe sie sich gegen Saisonende noch einmal herankämpften, die Rote Laterne aber nicht abgeben konnten. Aufgrund dieser schlechten Bilanz kamen im Laufe der Saison immer wieder Gerüchte auf, dass der EVD eventuell zur nächsten Saison umziehen würde oder gar den Spielbetrieb einstellen würde, doch am 27. Dezember 2007 verkündete Pape, vor dem Spiel gegen die Krefeld Pinguine (4:5), dass Duisburg auch in der kommenden Saison DEL-Standort bleiben wird. Mit ein Grund für diese Entscheidung war die Tatsache, dass die Deutsche Eishockey Liga ab der Saison 2008/09 den sportlichen Auf- und Abstieg wieder einführen wird. Daraufhin signalisierten einige Sponsoren, aufgrund der gestiegen sportlichen Attraktivität der DEL, den EVD finanziell zu unterstützen. Allerdings lehnte die für den Spielbetrieb der 2. Bundesliga und Oberliga zuständige ESBG den Vorschlag einer Relegation zwischen DEL und 2. Bundesliga mittlerweile ab, sodass es auch in der Spielzeit 2008/09 keinen Absteiger geben wird. Das änderte jedoch nichts an der Entscheidung der Füchse, auch künftig in der DEL zu spielen.
Des Weiteren machten die Füchse Duisburg in der Sommerpause 2008 Schlagzeilen, als der Verein offiziell bekannt gab, beim Oberligisten Herner EV als Mehrheitsgesellschafter einzusteigen. Dies war nötig, da der Traditionsverein aus dem Ruhrgebiet sonst den Aufstieg in die Oberliga nicht hätte realisieren können. Die Füchse aus Duisburg, sowie einige andere DEL-Vereine aus Nordrhein-Westfalen, wollen den Standort Herne in Zukunft als Ausbildungsstandort für junge Talente nutzen. So können die Nachwuchsspieler besser an das Niveau in der DEL herangeführt werden. Außerdem übernahm der EVD, in Person von Ralf Pape, auch die Eishalle des Herner EV, um sie nach den ESBG-Standards zu sanieren.
Auch innerhalb der eigenen Mannschaft gab es einige positive, wie auch negative Schlagzeilen. Zum einen konnte man den Star-Verteidiger Jean-Luc Grand-Pierre verpflichten, doch gleichzeitig wurde der gerade erst verpflichtete Spieler Pat Lebeau auf Grund verschiedener Unstimmigkeiten nicht lizenziert. Für die Saison 2008/09 versprach man sich und den Fans viel, als Saisonziel wurde das Erreichen der 1. Playoff-Runde (früher Pre-Playoffs) ausgegeben, jedoch zeigte sich bald, dass man erneut das Tabellenschlusslicht sein würde. Trainer Karel Lang trat schon früh in der Saison zurück, sein Vorgänger Didi Hegen wurde auch sein Nachfolger. Doch auch er beendete seine Tätigkeit schon vor Saisonende, neuer Trainer wurde Hans-Willi Mühlenhaus. Nach teilweise desolaten Leistungen verkündete Pape, dass sämtliche Verträge zum Saisonende gekündigt werden sollen.

### Ausstieg aus der Deutschen Eishockey Liga
Am 15. März 2009 gab die Geschäftsleitung der Duisburger Füchse bekannt, dass sich die Gesellschaft aus der DEL zurückzieht und zugleich einen Insolvenzantrag, der unter Aktenzeichen 62 IN 49/09 beim Amtsgericht Duisburg bearbeitet wird, stellt. Am 1. Mai 2009 wurde das Insolvenzverfahren für die GmbH eröffnet und bekannt, dass eine neue Spielbetriebsgesellschaft des EV Duisburg fristgerecht die Unterlagen für eine Lizenz für die 2. Eishockey-Bundesliga einreichte. Eine Spielberechtigung für die 2. Bundesliga hatte jedoch nur die bisherige EV Duisburg „Die Füchse“ GmbH, nicht jedoch die neu gegründete Gesellschaft. Am 9. Juni wurde daher der Lizenzantrag zurückgezogen. Die erste Herrenmannschaft des EV Duisburg, die in der Saison 2008/09 an der fünftklassigen Verbandsliga NRW teilnahm, sollte den Spielbetrieb in der Saison 2009/10 fortsetzen. Hierdurch war der EV Duisburg für die Verbandsliga qualifiziert, jedoch stellten die Verantwortlichen beim Landeseissportverband NRW einen Nachrückerantrag, um eventuell doch noch in der Regionalliga starten zu können. Da einige Vereine auf ihr Startrecht in der Regionalliga verzichteten, konnten die Füchse in der Saison 2009/10 in der Regionalliga NRW/Hessen starten.
Kurz nach der Aufnahme in die Regionalliga sorgten die Füchse Duisburg erneut für Schlagzeilen, als sie in Erwägung zogen zusätzlich mit einer Mannschaft in der ersten niederländischen Eishockey-Liga teilzunehmen. Grund hierfür war eine Anfrage des niederländischen Verbandes, der seine Liga attraktiver gestalten wollte. Letztendlich gaben die Füchse den Plan wieder auf. Währenddessen wurde eine neue Mannschaft aufgebaut, da alle Verträge aus der Vorsaison aufgelöst wurden. Der neue Sportdirektor Shannon McNevan baute um den neuen Kapitän Franz Fritzmeier (366 DEL-Spiele) eine Mannschaft auf, die sowohl aus Spielern mit Erst- und Zweitligaerfahrung als auch einigen Regionalliga erfahrenen Spielern bestand, wodurch die Füchse Duisburg ebenso wie die Moskitos Essen zum Favoritenkreis der Regionalliga gehörten.
Die Saison begann zunächst mit zwei Niederlagen, die restlichen Spiele gewann der EV Duisburg souverän und beendete die Vorrunde als Tabellenerster. Die Dominanz der Füchse war deutlich, mit dem 20:1 gegen den EHC Neuwied feierte der EVD am 15. November 2009 den dritthöchsten Sieg der Vereinsgeschichte. Gegen den Tabellenzweiten, die Moskitos Essen, gewann der EV Duisburg Anfang Dezember vor 3700 Zuschauern mit 8:2. Während der Vorrunde wurde mit dem ehemaligen Düsseldorfer Goalie Andrei Trefilov ein neuer Torwart-Trainer verpflichtet, jedoch trat nur wenige Tage später überraschend Trainer Willi Mühlenhaus zurück, damit er sich als Nachwuchskoordinator mehr um die Jugendarbeit kümmern konnte. Nachdem Sportdirektor Shannon McNevan übergangsweise das Traineramt bekleidete, konnte Anfang November Czesław Panek als neuer Trainer vorgestellt werden.
In der Meisterrunde war die Dominanz nicht mehr so deutlich wie noch in der Vorrunde, gleich im ersten Spiel gegen den Neusser EV setzte es die erste Niederlage nach 20 siegreichen Spielen. Zwar gewann der EV Duisburg 14 seiner 16 Meisterrundenspiele, dennoch war er in einigen Spielen nicht mehr so überlegen wie noch in der Vorrunde, gegen die Moskitos Essen konnten nur drei von möglichen sechs Punkten geholt werden. Dadurch konnten die Essener die Meisterrunde als Erster vor den Füchsen beenden. Der EV Duisburg traf daher in den Pre-Play-offs auf die 2. Mannschaft der Düsseldorfer EG, die man in zwei Spielen (4:1 und 3:2) schlagen konnte. Im Play-off-Halbfinale trafen die Füchse auf den Ersten der Regionalliga Nord, die Rostocker Piranhas, die ebenfalls in zwei Spielen (8:6 und 13:4) geschlagen wurden. Im Finale traf der EV Duisburg wie erwartet auf den Erzrivalen aus Essen. In einer spannenden Serie waren drei Spiele nötig, die von über 10.000 Zuschauern gesehen wurden, um den Sieger zu ermitteln. Das erste Spiel in Essen gewann der EV Duisburg mit 7:6, unterlag aber zu Hause den Moskitos mit 3:4 und kassierte im entscheidenden Spiel in Essen eine 2:3-Niederlage. Dennoch stiegen die Duisburger Füchse als Vizemeister dank der Neustrukturierung der Oberliga in diese dritte Spielklasse auf.

### Platzierungen des EV Duisburg
Zur Saison 1994/95 wurde die Eishockey-Bundesliga durch die Deutsche Eishockey Liga ersetzt, in der die Füchse Duisburg im Jahr 2005 zum ersten Mal in der Vereinsgeschichte antreten. Seitdem spielten sie bis zum Ausstieg ununterbrochen in der DEL.
Ein Jahr später konnte der Klassenerhalt in den Play-downs durch einen 4:1-Sieg nach Spielen gegen die Kassel Huskies gesichert werden. Danach wurde der sportliche Abstieg von der Deutschen Eishockey Liga abgeschafft.

| Saison    | Liga              | Vorrunde  | Saisonabschluss                                                                                 |
| --------- | ----------------- | --------- | ----------------------------------------------------------------------------------------------- |
| 1991/92   | Landesliga        | –         | Aufstieg in die NRW-Liga                                                                        |
| 1992/93   | NRW-Liga          | 1. Platz  | Aufstieg in die Regionalliga Nord – 1. Platz nach der Qualifikationsrunde zur Regionalliga Nord |
| 1993/94   | Regionalliga Nord | 2. Platz  | Aufstieg in die 1. Liga Nord – 4. Platz nach Qualifikation zur Oberliga Nord                    |
| 1994/95   | 1. Liga Nord      | 14. Platz | 3. Platz Aufstiegsrunde 1. Liga Nord                                                            |
| 1995/96   | 1. Liga Nord      | 9. Platz  | 9. Platz Meisterrunde                                                                           |
| 1996/97   | 1. Liga Nord      | 10. Platz | Achtelfinale 0:3 gegen Deggendorfer EG                                                          |
| 1997/98   | 1. Liga Nord      | 7. Platz  | Qualifikationsrunde Nord                                                                        |
| 1998/99   | 1. Liga Nord      | 3. Platz  | Vorrunde 1. Liga Nord                                                                           |
| 1999/2000 | Oberliga          | 1. Platz  | 1. Play-off-Qualifikationsrunde 0:2 gegen TSV Erding                                            |

| Saison  | Liga             | Vorrunde  | Saisonabschluss                                                                              |
| ------- | ---------------- | --------- | -------------------------------------------------------------------------------------------- |
| 2000/01 | Oberliga         | 2. Platz  | Play-off-Halbfinale – Aufstieg erst im Nachhinein                                            |
| 2001/02 | 2. Bundesliga    | 14. Platz | Play-down – Klassenerhalt am Grünen Tisch                                                    |
| 2002/03 | 2. Bundesliga    | 9. Platz  | Vorrunde                                                                                     |
| 2003/04 | 2. Bundesliga    | 5. Platz  | Play-off-Viertelfinale – 1:3 gegen Landshut Cannibals                                        |
| 2004/05 | 2. Bundesliga    | 2. Platz  | Play-off-Finale und Aufstieg in die Deutsche Eishockey Liga, nach 3:0 gegen EHC Straubing    |
| 2005/06 | DEL              | 14. Platz | Play-downs – Klassenerhalt nach 4:1 gegen Kassel Huskies                                     |
| 2006/07 | DEL              | 14. Platz | Vorrunde                                                                                     |
| 2007/08 | DEL              | 15. Platz | Vorrunde                                                                                     |
| 2008/09 | DEL              | 16. Platz | Vorrunde                                                                                     |
| 2009/10 | Regionalliga NRW | 2. Platz  | Play-off-Finale und Aufstieg in die Oberliga West, nach 1:2 Spielen gegen die Moskitos Essen |

| Saison  | Liga              | Vorrunde  | Saisonabschluss                                                                                 |
| ------- | ----------------- | --------- | ----------------------------------------------------------------------------------------------- |
| 2010/11 | Oberliga West     | 2. Platz  | Play-off-Viertelfinale – 0:3 gegen SC Riessersee                                                |
| 2011/12 | Oberliga West     | 2. Platz  | Play-off-Finale – 1:3 gegen EC Bad Tölz                                                         |
| 2012/13 | Oberliga West     | 4. Platz  | Viertelfinale – 2:3 gegen Selber Wölfe                                                          |
| 2013/14 | Oberliga West     | 3. Platz  | Ausgeschieden in der Verzahnungsrunde                                                           |
| 2014/15 | Oberliga West     | 1. Platz  | Play-off-Finale – 2:3 gegen EHC Freiburg                                                        |
| 2015/16 | Oberliga Nord     | 1. Platz  | Ausscheidungs-Play-off – 1:3 gegen Icefighters Leipzig                                          |
| 2016/17 | Oberliga Nord     | 3. Platz  | Play-off-Viertelfinale – 1:3 gegen ERC Sonthofen                                                |
| 2017/18 | Oberliga Nord     | 3. Platz  | Play-off-Achtelfinale – 0:3 gegen VER Selb                                                      |
| 2018/19 | Oberliga Nord     | 10. Platz | Play-off-Achtelfinale – 0:3 gegen EC Peiting                                                    |
| 2019/20 | Oberliga Nord     | 8. Platz  | Pre-Playoffs – 1:2 gegen Rostock Piranhas (Rückzug in die RL-West)                              |
| 2020/21 | Regionalliga West | -         | Saison wurde aufgrund der COVID-19-Pandemie in Deutschland ausgesetzt.                          |
| 2021/22 | Regionalliga West | 1. Platz  | Playoff-Finale – 3:0 gegen EHC Neuwied, Meister Regionalliga West und Aufsteiger in die OL-Nord |

## Personalien

### Bedeutende frühere Mannschaften

#### Zweitligameister 2005
| Position      | Name |
| Tor:          | Markus Janka, Patrick Koslow, Christian Rohde, Mirco Theurer |
| Verteidigung: | Anton Bader, Rudolf Gorgenländer, Martin Hamann, Carl-Johan Johansson, Torsten Kienass, Rainer Köttstorfer, Klaus Micheller, Nolan Pratt, Jeff Sebastian, Malte Seifert                                                                                                  |
| Sturm:        | Hugo Boisvert, Markus Busch, Thomas Fritzmeier, Petri Kujala, Kent McDonell, Shawn McNeil, Daniel Pietta, Mika Puhakka, Patrick Reimer, Martin Schymainski, Markus Schütz, Vitali Stähle, Leo Stefan, Alexander Sulzer, Niklas Sundblad, Roland Verwey, Michael Waginger |
| Trainer:      | Dieter Hegen |

### Spieler

#### Gesperrte Trikotnummern
In der Geschichte des Eishockeyvereins aus Duisburg machten sich seit der Gründung des EV Duisburg zahlreiche Persönlichkeiten verdient um den Eishockeysport in der rheinischen Binnenstadt. Einige der bedeutendsten Spieler wurden zum 25. Jubiläum des Duisburger Eishockeyvereins, der am 27. November 1991 gegründet wurde auf besondere Weise geehrt: Ihre Nummern werden seitdem nicht mehr vergeben und ihre Trikots wurden über der Eisfläche der Halle unter dem Hallendach angebracht. In der Saison 2016/17 am 18. Spieltag der Oberliga-Nord wurden die folgenden drei Akteure entsprechend geehrt:
- 27  Frank Pribil (Torhüter)

Insgesamt trug Frank „Zwiebel“ Pribil als Seniorenspieler 512 Mal das Duisburger Trikot. 490 Mal in der ersten Mannschaft bei allen drei Vereinen – dem DSC, DSV und EVD, ein Wert, der mit 507 Spielen nur von Stephan Philipp übertroffen wird. Dazu kommen 22 Einsätze in der Regionalliga-Mannschaft des EVD in der Saison 2006/07, also insgesamt 512 Einsätze. Aufgrund der vielen Torwart-Verletzungen in der Saison 2005/06 wurde „Zwiebel“ auch für die DEL lizenziert und in einem Spiel in Krefeld eingesetzt. Damit ist Frank Pribil der einzige Spieler, der in der fünften, vierten, dritten, zweiten und ersten Liga für den EVD gespielt hat – und das als waschechter Duisburger.
- 29  Ron Noack (Stürmer)

Ron Noack ist der Rekordspieler der Füchse. 394 Mal lief er für den EVD auf – so oft wie kein anderer, wenn es nur um Füchse-Spiele geht. „Ich bin zu 99 Prozent Duisburger. Ein Prozent bleibt in Weißwasser“, sagte der Sohn des Sportchefs der Krefeld Pinguine einmal in einem Interview mit der WAZ-Sportredaktion. „Das ist so“, bekräftigte er sein Bekenntnis noch einmal. Noack war lange Jahre Kapitän. Der „Vollstrecker“ traf dabei 104 Mal und bereitete 143 weitere Treffer vor. Noacks Lieblingserinnerung? „Das 8:1 gegen Wilhelmshaven und natürlich die Oberliga-Meisterschaft.“
- 85  Markus Schmidt (Verteidiger)

Die entscheidende Zahl, die bei Markus „Schmiddi“ Schmidt, der mit Unterbrechungen von 2005 bis 2016 368 Mal für die Füchse spielte, sind die Strafzeiten. 544 Minuten brummte der knallharte und pfeilschnelle Verteidiger ab. Schmidt war ebenfalls lange Kapitän des EVD. „Heute lebe ich von Crossfit“, hat sich der Abwehrspieler eine neue Existenz aufgebaut. „Das ist eine Mischung aus Gewichtheben, Leichtathletik und Turnen“, beschreibt er seine neue Leidenschaft.
Zu dieser Ehrung haben sich unter anderem in der Eishalle an der Wedau auch die Duisburger-Trainerlegenden Didi Hegen und Uli Egen eingefunden.

#### Mitglieder der Hockey Hall of Fame Deutschland
In die „Hall of Fame“ des deutschen Eishockeymuseums werden Persönlichkeiten aufgenommen, die sich um den Eishockeysport in Deutschland verdient gemacht haben. Von den aufgenommenen Akteuren wirkten in Duisburg:
(Teamzugehörigkeit und Position in Klammern)
| - Peter Draisaitl (2007–2008, Trainer) Der 146-malige Deutsche Nationalspieler wurde in Tschechien geboren, spielte zunächst beim Mannheimer ERC und gewann in der Saison 1994/95 die Deutsche Meisterschaft mit den Kölner Haien. Von Oktober 2007 bis Januar 2008 stand Draisaitl als Trainer bei den Füchsen Duisburg unter Vertrag. | - Dieter Hegen (2002–2007, 2008–2009, 2019–2020, Trainer) Der Angreifer gewann mit dem Kölner EC, der Düsseldorfer EG und dem EC Hedos München insgesamt sieben Meistertitel, zudem trug er 106-mal das Trikot der deutschen Nationalmannschaft. Mit den Füchsen, die er erstmals von 2002 bis 2007 trainierte, stieg Hegen 2005 in die DEL auf. 2008 wurde er erneut verpflichtet, trat aber bereits im Januar 2009 von seinem Amt zurück. | - Otto Schneitberger (1981–1983, Trainer) Als Spieler gewann Schneitberger mit dem EC Bad Tölz und der Düsseldorfer EG, wo er zum besten Spieler aller Zeiten gekürt wurde, viermal die Deutsche Meisterschaft, mit dem Nationalteam bestritt er zudem drei Olympische Spiele. Nach seinem Karriereende arbeitete der ehemalige Verteidiger als Trainer, unter anderem von 1981 bis 1983 beim Duisburger SC. |

#### Vereins-interne Rekorde
Die hier folgenden Statistiken beziehen sich auf die Zeit seit der Gründung des EV Duisburg.
Quelle: eliteprospects.com (Stand:23. März 2019 – Saisonende)

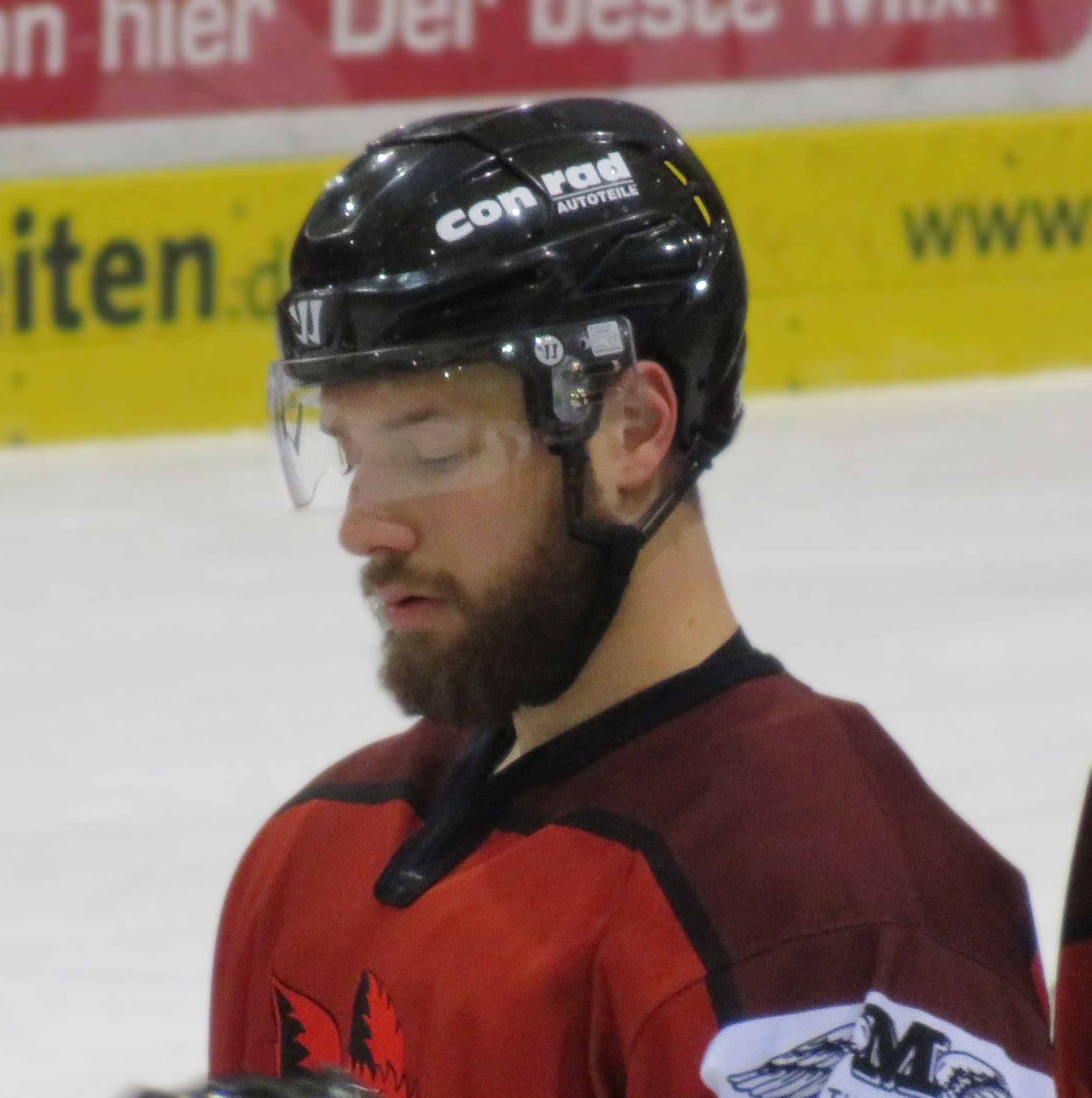
André Huebscher, Stürmer
(2013–2019)

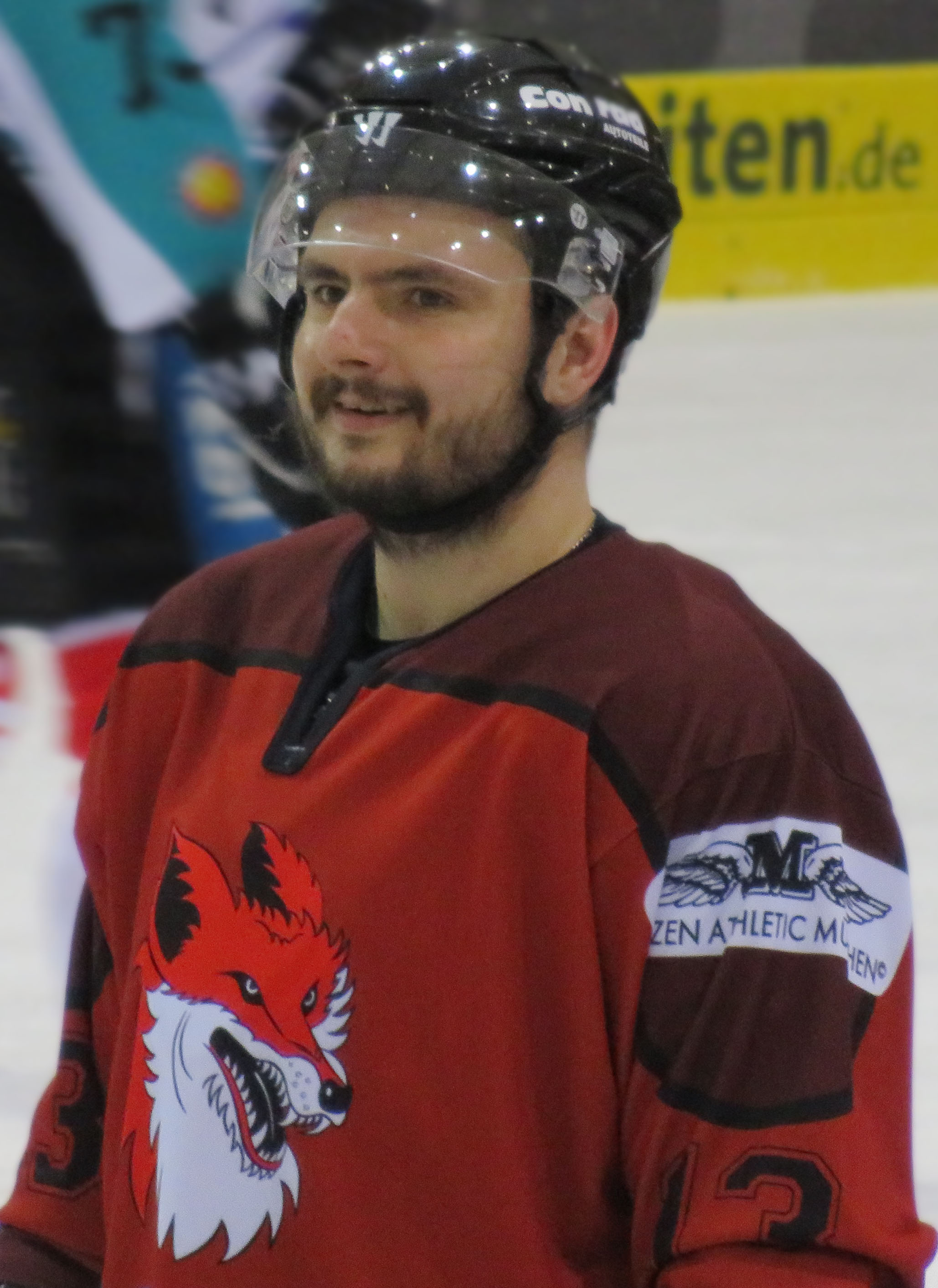
Lars Grözinger, Stürmer
(2013–2018)

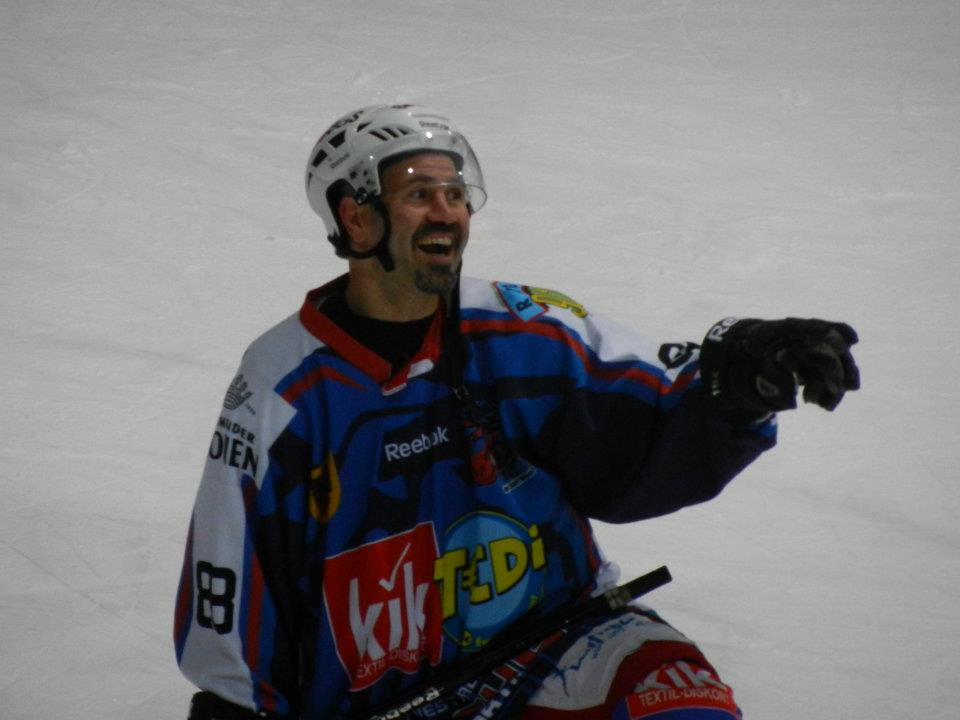
Frank Petrozza, Stürmer
(1997–2001, 2005–2006)

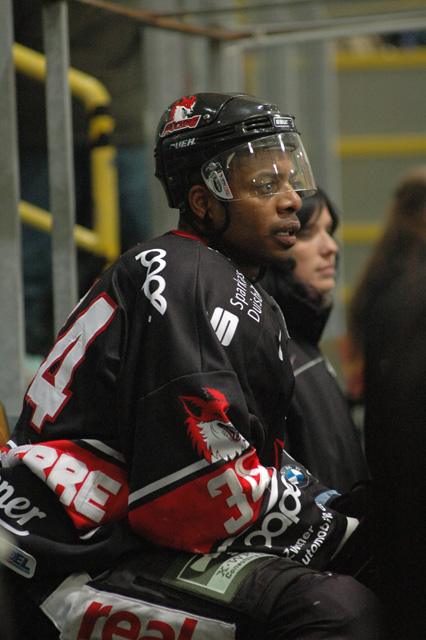
Jean-Luc Grand-Pierre, Verteidiger
(2008–2009, 2012–2013)

1. Gesamtführende
| Platz | Spieler          | Spiele |
| ----- | ---------------- | ------ |
| 1.    | Markus Schmidt   | 354    |
| 2.    | André Huebscher  | 242    |
| 3.    | Oliver Wälde     | 235    |
| 4.    | Lars Grözinger   | 207    |
| 5.    | Cornelius Krämer | 184    |
| 6.    | Finn Walkowiak   | 183    |
| 7.    | Anton Bader      | 180    |
| 8.    | Torsten Kienass  | 180    |
| 9.    | Michael Hrstka   | 179    |
| 10.   | Diego Hofland    | 177    |

| Platz | Spieler          | Punkte | Tore | Assists |
| ----- | ---------------- | ------ | ---- | ------- |
| 1.    | André Huebscher  | 351    | 120  | 231     |
| 2.    | Raphaël Joly     | 319    | 153  | 166     |
| 3.    | Lars Grözinger   | 269    | 116  | 153     |
| 4.    | Darren Colbourne | 256    | 112  | 144     |
| 5.    | Frank Petrozza   | 251    | 124  | 127     |
| 6.    | Markus Schmidt   | 236    | 55   | 181     |
| 7.    | Diego Hofland    | 195    | 86   | 109     |
| 8.    | Shawn McNeil     | 185    | 86   | 99      |
| 9.    | Janne Kujala     | 175    | 79   | 96      |
| 10.   | André Grein      | 166    | 59   | 107     |

| Platz | Spieler          | Tore |
| ----- | ---------------- | ---- |
| 1.    | Raphaël Joly     | 153  |
| 2.    | Frank Petrozza   | 124  |
| 3.    | André Huebscher  | 120  |
| 4.    | Lars Grözinger   | 116  |
| 5.    | Darren Colbourne | 112  |
| 6.    | Guy Phillips     | 89   |
| 7.    | Diego Hofland    | 86   |
| 8.    | Shawn McNeil     | 86   |
| 9.    | John Johnson     | 86   |
| 10.   | Janne Kujala     | 79   |

| Platz | Spieler              | Assists |
| ----- | -------------------- | ------- |
| 1.    | André Huebscher      | 231     |
| 2.    | Markus Schmidt       | 181     |
| 3.    | Raphaël Joly         | 166     |
| 4.    | Lars Grözinger       | 153     |
| 5.    | Darren Colbourne     | 144     |
| 6.    | Frank Petrozza       | 127     |
| 7.    | Christoph Ziolkowski | 112     |
| 8.    | Tero Toivola         | 109     |
| 9.    | Diego Hofland        | 109     |
| 10.   | Miikka Jäske         | 108     |

| Platz | Spieler               | Minuten |
| ----- | --------------------- | ------- |
| 1.    | Markus Schmidt        | 544     |
| 2.    | Anton Bader           | 372     |
| 3.    | Sebastian Odenthal    | 370     |
| 4.    | Michael Hrsta         | 362     |
| 5.    | Jochen Hecker         | 353     |
| 6.    | Oliver Wälde          | 349     |
| 7.    | Raphaël Joly          | 338     |
| 8.    | Jean-Luc Grand-Pierre | 331     |
| 9.    | Frank Petrozza        | 273     |
| 10.   | André Grein           | 253     |

2. Saisonrekorde
| Platz | Spieler          | Punkte | Tore | Assists | Saison  |
| ----- | ---------------- | ------ | ---- | ------- | ------- |
| 1.    | Darren Colbourne | 144    | 75   | 69      | 1994/95 |
| 2.    | Dennis Holland   | 116    | 46   | 70      | 1995/96 |
| 3.    | Darren Colbourne | 112    | 37   | 75      | 1995/96 |
| 4.    | Frank Petrozza   | 92     | 46   | 46      | 1999/00 |
| 5.    | André Huebscher  | 92     | 32   | 60      | 2015/16 |

| Platz | Spieler            | Tore | Saison  |
| ----- | ------------------ | ---- | ------- |
| 1.    | Darren Colbourne   | 75   | 1994/95 |
| 2.    | Dennis Holland     | 46   | 1995/96 |
| 3.    | Frank Petrozza     | 46   | 1999/00 |
| 4.    | Pavel Pisarik      | 45   | 2018/19 |
| 5.    | Jörg-Michael Deske | 43   | 1993/94 |

| Platz | Spieler          | Assists | Saison  |
| ----- | ---------------- | ------- | ------- |
| 1.    | Darren Colbourne | 75      | 1995/96 |
| 2.    | Dennis Holland   | 70      | 1995/96 |
| 3.    | Darren Colbourne | 69      | 1994/95 |
| 4.    | Tero Toivola     | 65      | 1997/98 |
| 5.    | André Huebscher  | 60      | 2015/16 |

| Platz | Spieler               | Minuten | Saison  |
| ----- | --------------------- | ------- | ------- |
| 1.    | Falk Herzig           | 196     | 2003/04 |
| 2.    | Sebastian Odenthal    | 182     | 2001/02 |
| 3.    | Jean-Luc Grand-Pierre | 176     | 2005/06 |
| 4.    | Jean-François Fortin  | 145     | 2006/07 |
| 5.    | Morten Ask            | 139     | 2008/09 |

#### Bedeutende (ehemalige) Spieler
(Teamzugehörigkeit und Position in Klammern)
| - Lynn Powis (1979–1981, Sturm) Der Kanadier wechselte 1979 von den Winnipeg Jets aus der World Hockey Association ins Ruhrgebiet, wo er bis 1981 für den Duisburger SC auf dem Eis stand und dabei in 57 Spielen 40 Tore und 49 Vorlagen erzielte. Seine Karriere beendete der Angreifer 1983 beim EC Alleghe.                                                      | - Ken Baird (1979–1982, Verteidigung) Der ehemalige NHL-Verteidiger wechselte 1979 zusammen mit Lynn Powis von den Winnipeg Jets aus der WHA nach Duisburg, wo er seine Karriere 1982 nach 141 Spielen mit 137 Toren und derselben Anzahl Vorlagen beendete.                                                                          | - Stephen Ford (1979–1980, Sturm) Der Stürmer spielte in der Saison 1979/80 beim Duisburger SC in der 1. Bundesliga. Später stand der Kanadier unter anderem beim Berliner Schlittschuhclub auf dem Eis. |
| - Charly Burggraf (1979–1981, Sturm) Charly Burggraf studierte an der University of North Dakota, für die er in der Collegeliga Western Collegiate Hockey Association aktiv war und wechselte anschließend nach Deutschland, wo er einen Vertrag beim Duisburger SC unterschrieb.                                                                                    | - Lance Nethery (1982–1983, Sturm) Der Kanadier stand in der Saison 1982/83 im Kader des Duisburger SC, für den er in 45 Spielen 71 Tore und 81 Vorlagen erzielen konnte. | - Benoît Doucet (1988–1989, Sturm) Doucet wechselte nach seinem Studium und zwei Jahren in der American Hockey League nach Deutschland, wo er seine Karriere zunächst in der zweiten, später in der 1. Bundesliga fortsetzte. Für den Duisburger SV erzielte der Kanadier in der Saison 1988/89 in 27 Partien 43 Tore und 51 Assists. |
| - François Sills (1988–1991, Sturm) Der Kanadier wechselte 1988 aus Nordamerika zum Duisburger SV in die 2. Bundesliga, in der er bis 1991 in 69 Spielen 93 Treffer und 105 Vorlagen verbuchen konnte. In der DEL spielte Sills später für die Krefeld Pinguine und die Frankfurt Lions.                                                                             | - Jay Mazur (1996–1997, Sturm) Der 47-fache NHL-Spieler unterbrach seine Karriere in Nordamerika in der Saison 1996/97, wo er unter anderem beim EV Duisburg in der 1. Liga aufs Eis ging und in 38 Spielen 28 Tore und 26 Vorlagen erzielte.                                                                                         | - Daniel Kreutzer (1996–1997, Sturm) Der langjährige Nationalspieler wurde zu Beginn seiner Karriere von der Düsseldorfer EG mit einer Förderlizenz beim EV Duisburg eingesetzt, für den er in 14 Spielen der Saison 1996/97 fünf Tore und sechs Vorlagen erzielte.                                                                   |
| - Christian Ehrhoff (1999–2001, Verteidigung) Ehrhoff spielte von 1999 bis 2001 als Förderlizenzspieler beim EV Duisburg, für den er 47 Spiele bestritt und dabei vier Tore, 14 Vorlagen und 62 Strafminuten verbuchte. Inzwischen steht der Verteidiger bei den Buffalo Sabres aus der National Hockey League unter Vertrag.                                        | - Thomas Brandl (2002–2003, Sturm) Brandl gewann im Lauf seiner Karriere insgesamt dreimal die Deutsche Meisterschaft und beendete seine Karriere 2004 beim EV Duisburg, wo er in 17 Spielen noch einmal fünf Tore und zwölf Vorlagen erzielen konnte.                                                                                | - Nolan Pratt (2004–2005, Verteidigung) Der ehemalige NHL-Spieler verbrachte den Lockout in der Saison 2004/05 beim EV Duisburg, für die er zehn Spiele absolvierte und dabei zwei Tore und zwei Vorlagen erzielte. |
| - Jean-Luc Grand-Pierre (2005–2006, 2008, Verteidigung) Der Kanadier stand beim EV Duisburg erstmals in der Saison 2005/06 unter Vertrag und wechselte anschließend zum Ligakonkurrenten DEG Metro Stars. Nach einem gescheiterten Versuch, sich in Nordamerika durchzusetzen, kehrte Grand-Pierre zu Beginn der Saison Spielzeit 2008/09 zu den Füchsen zurück      | - Robert Müller (2007–2008, Tor) Der dreimalige Deutsche Meister mit den Adler Mannheim und den Krefeld Pinguinen wurde während der Saison 2007/08 an die Füchse Duisburg ausgeliehen, für die er zwölf Spiele bestritt. Im Dezember 2008 wurde Müller jedoch von seinem Arbeitgeber Adler Mannheim zu den Kölner Haien transferiert. | - Andrej Teljukin (2005–2007 Verteidigung) Der Russe spielte in der DEL für die Revierlöwen Oberhausen, die Kassel Huskies sowie die Hannover Scorpions, bevor er zwei Jahre für den EV Duisburg aufs Eis ging. In 135 Spielen erzielte der Abwehrspieler zehn Tore und 39 Vorlagen für die Füchse.                                   |
| - Frank Petrozza (1997–2001, 2005–2006, Sturm) Frank Petrozza spielte mit Unterbrechung insgesamt 5 Jahre für die Füchse Duisburg. Er erzielte in dieser Zeit 251 Scorerpunkte (124 Tore und 127 Assists). Nach seiner aktiven Spielerkarriere kehrte Petrozza in der Saison 2017/18 als Trainer zurück, verblieb in dieser Funktion allerdings nur für zwei Monate. | - Raphaël Joly (2014–2018, Sturm) Der Niederländer Joly spielte vier Jahre bei den Füchsen Duisburg und war in dieser Zeit stets einer der Top-Scorer im Verein und in der Liga. Er erzielte in 169 Spielen 319 Scorerpunkte (153 Tore und 116 Assists) und ist damit der bislang der Top-Scorer bei den Füchsen.                     | - Lars Grözinger (2013–2018, Sturm) 2013 wechselte der gebürtige Stuttgarter Grözinger nach ersten Einsätzen in der DEL beim KEV und der 2. Liga bei den Eispiraten Crimmitschau zu den Füchsen in die Oberliga. Hier erzielte er in 207 Spielen insgesamt 269 Scorerpunkte (116 Tore, 153 Assists).                                  |

#### Teilnahmen von Spielern am All-Star-Game
Einige Spieler der Füchse Duisburg wurden für das DEL All-Star-Game nominiert, ein Freundschaftsspiel, welches in den Jahren 1998 bis 2009 jährlich stattfand und in dem die herausragendsten Spieler der Deutschen Eishockey Liga gegeneinander antraten.
| Name                  | Position    | Teilnahme(n) | Team              |
| --------------------- | ----------- | ------------ | ----------------- |
| Stéphane Robitaille   | Verteidiger | 2006         | DEL All-Star Team |
| Matt Dzieduszycki     | Stürmer     | 2007         | Nordamerika       |
| Adam Courchaine       | Stürmer     | 2008         | Nordamerika       |
| Jean-Luc Grand-Pierre | Verteidiger | 2009         | Nordamerika       |

### Trainer
| Saison   | Trainer                    |
| -------- | -------------------------- |
| 1971/72  | Rūdolfs Veide (Rudi Weide) |
| 1972-74? | Vaclav Vystejn             |
| 1974/75  | Dieter Hoja                |
| 1978/79  | Jiří Hanzl                 |
| 1980/81  | Ivars Weide                |
| 1980/81  | Lynn Powis (Co-Trainer)    |
| 1981-84  | Otto Schneitberger         |
| 1983/84  | Steward Robertson          |
| 1984-87  | Martin Wild                |

| Saison  | Trainer                  |
| ------- | ------------------------ |
| 1987/88 | Johann (Jan) Opial       |
| 1988/89 | Jan Benda                |
| 1989/90 | Jiří Hanzl Ralph Krueger |
| 1990/91 | Jan Benda                |
| 1991/92 | František Kaberle        |

| Saison  | Trainer                                               |
| ------- | ----------------------------------------------------- |
| 1991/92 | Stephan Philipp                                       |
| 1992/93 | Andreas Bukta • Manfred Schmitz                       |
| 1993/94 | Manfred Schmitz • Eduard Novák                        |
| 1994/95 | Eduard Novák • Alexander Andjelic • Wilfried Lahrfeld |
| 1995/96 | Steve Gatzos • Walter Köberle                         |
| 1996/97 | Walter Köberle • Jiří Kochta                          |
| 1997/98 | Jeff Pyle • Eduard Novák                              |
| 1998/99 | Craig Topolnisky / Rico Rossi                         |
| 1999-01 | Rico Rossi                                            |
| 2001/02 | Martin Karlsson / Jan Benda / Rico Rossi              |
| 2002-04 | Dieter Hegen                                          |

In den vergangenen Jahren gab es beim EV Duisburg eine Vielzahl an Trainern, der berühmteste bislang von diesen ist sicherlich Dieter „Didi“ Hegen, der mit fünf Jahren Amtsdauer die längste aller Trainer in Duisburg aufweisen kann. Unter ihm konnten die Füchse auch den größten Erfolg ihrer Vereinsgeschichte feiern, den Aufstieg in die Deutsche Eishockey Liga 2005. Bevor Hegen 2002 das Traineramt übernahm, gab es, mit Ausnahme der ersten Saison 1991/92, pro Saison mindestens einen Trainerwechsel, in den Spielzeiten 1994/95 und 2001/02 wurde der Trainer gleich zweimal gewechselt, in der Saison 2007/08 gar dreimal. Mit Rico Rossi (1999–2001 und 2002), Eduard Novák (1994/95 und 1997/98) und Jan Benda (1988/89 und 1990/91) wurden drei Trainer jeweils zweimal beim EV Duisburg verpflichtet.
Die DEL-Mannschaft wurde zuletzt von Dieter Hegen trainiert, der zu Beginn der Saison 2008/09 den Trainerposten übernahm, nachdem der vorherige Trainer Karel Lang aufgrund des sportlichen Misserfolges zurückgetreten war.
Ehemalige berühmte Trainer in Duisburg waren Jiří Hanzl, Otto Schneitberger (beide beim Duisburger SC) und Ralph Krueger (Duisburger SV), sowie Jiří Kochta (EV Duisburg) und Peter Draisaitl (Füchse Duisburg).

#### Trainer bei den Füchsen Duisburg (seit 2004)
| Saison              | Trainer                                                                                           |
| ------------------- | ------------------------------------------------------------------------------------------------- |
| 2004/05 bis 2007/08 | Dieter Hegen                                                                                      |
| 2007/08             | Dieter Hegen • Franz Fritzmeier senior • Peter Draisaitl • Karel Lang                             |
| 2008/09             | Karel Lang • Dieter Hegen • Hans-Willi Mühlenhaus                                                 |
| 2009/10             | Czesław Panek                                                                                     |
| 2010/11             | Andreas Lupzig                                                                                    |
| 2011/12 bis 2014/15 | Franz-David Fritzmeier                                                                            |
| 2014/15             | Matthias Roos • Ulrich Egen und Lance Nethery                                                     |
| 2015/16             | Tomáš Martinec • Brian McCutcheon                                                                 |
| 2016/17             | Lance Nethery (bis 02/2017) • Ulrich Egen (ab 02/2017) und Reemt Pyka                             |
| 2017/18             | Doug Irwin (04/2017–11/2017) • Frank Petrozza (5. Dezember 2017 – 7. Februar 2018) und Reemt Pyka |
| 2018/19             | Reemt Pyka • Dirk Schmitz                                                                         |
| 2019/20             | Dieter Hegen und Ulrich Egen                                                                      |
| 2020/21 bis 2022/23 | Alexander Jacobs • Dirk Schmitz                                                                   |
| 2023/24             | Christoph Schubert                                                                                |
| 2024/25             | Risto Kurkinen (bis 27.11.24) Fabian Schwarze (ab 27.11.24)                                       |

## Stammverein

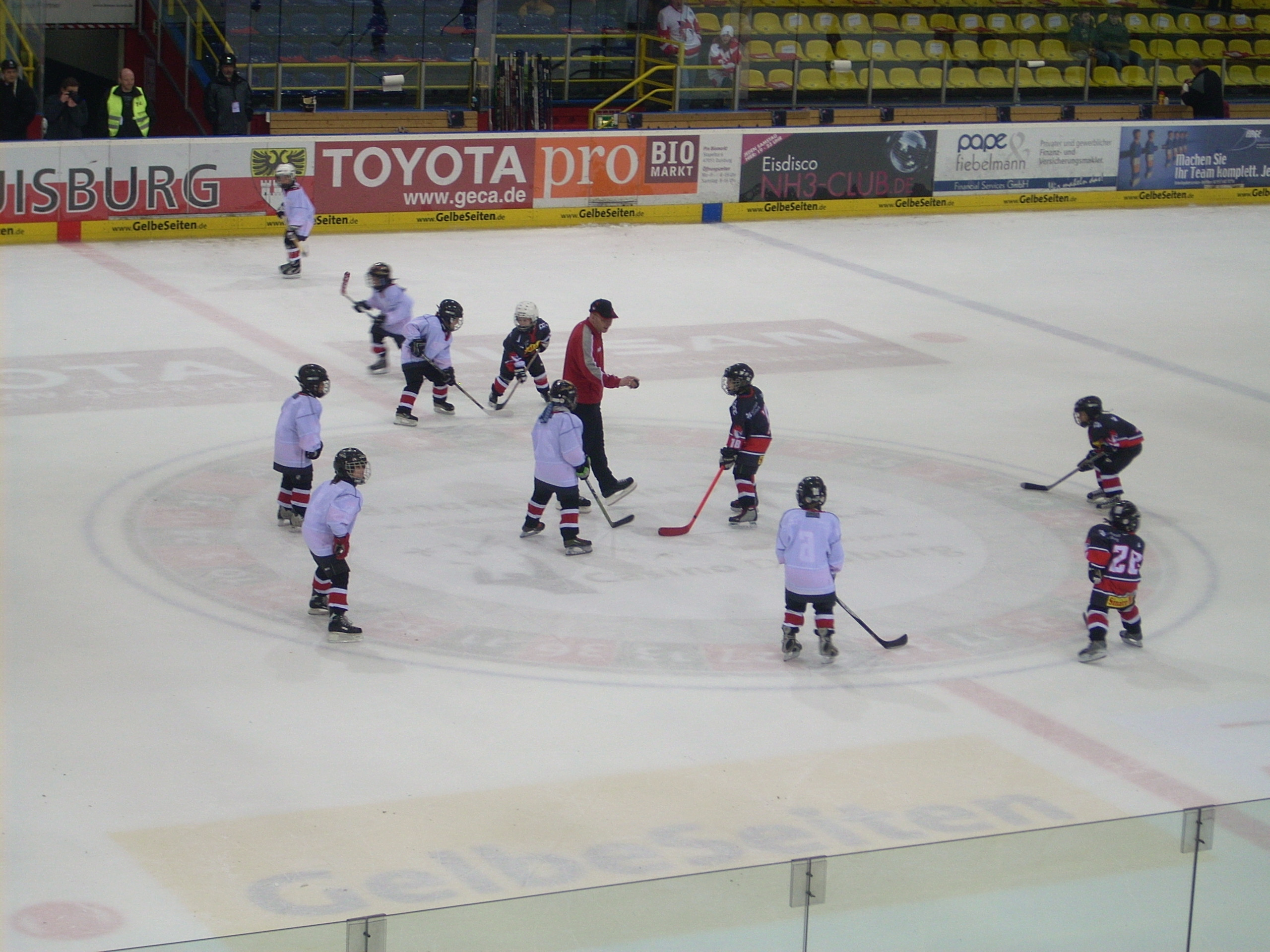
Der Nachwuchs ist dem Stammverein angegliedert

Im Stammverein EV Duisburg sind seit der Auslagerung der Profimannschaft in die EV Duisburg „Die Füchse“ GmbH die Nachwuchs-, Amateur- und Frauenmannschaften des Vereins organisiert. Unter dem Namen Jungfüchse spielen die Laufschüler-, die Bambini-, die Kleinschüler- sowie die Knaben-, die Schüler-, die Jugend- und die Juniorenmannschaft des EVD, die am Spielbetrieb der jeweiligen NRW-Liga teilnehmen.

## Spielstätte
Die Mannschaften der Füchse Duisburg tragen ihre Heimspiele in der PreZero Rheinlandhalle (ursprünglich Eissporthalle Duisburg) aus. Die 1971 fertiggestellte Eissporthalle bietet Platz für 4840 Zuschauer, darunter 800 Sitzplätze. Die Halle ist in etwa baugleich mit denen in Iserlohn, Essen oder Herne. Im Laufe der Jahre wurde sie mehrfach umfassend renoviert, modernisiert und erweitert. In der Saison 2014/15 wurde die offizielle Kapazität der Halle von 4800 auf 3800 Gäste bei Eishockeyspielen reduziert.